# De Na Perot
De Na Perot es un cultivar de higuera de tipo higo común Ficus carica, unífera (una sola cosecha por temporada) de higos de epidermis con color de fondo amarillo verdoso con sobre color amarillo blanquecino en la parte inferior. Se cultiva en la colección de higueras de Montserrat Pons i Boscana en Llucmajor, Islas Baleares.

## Sinonimia
- „sin sinónimos“,[4][6][7]

## Historia
Actualmente la cultiva en su colección de higueras baleares Montserrat Pons i Boscana, rescatada de un ejemplar o higuera madre localizada en el término de Campos, en la finca llamada "na Perot" que le da nombre a la variedad.
La variedad 'De Na Perot' probablemente originaria de Campos. Es una higuera que aparece en plantaciones muy aisladas, por eso no es suficientemente conocida en otros lugares.

## Características
La higuera 'De Na Perot' es una variedad unífera de tipo higo común. Árbol de desarrollo mediano, vigorosidad entre media y alta, con copa poco esparcida y de ramaje redondeado con follaje muy claro. Sus hojas son de 3 lóbulos mayoritariamente y menos de 5 lóbulos. Sus hojas con dientes presentes márgenes serrados poco marcados, ángulo peciolar obtuso y pilosidad en el envés. 'De Na Perot' es muy susceptible al  desprendimiento de higos, y un rendimiento productivo medio y periodo de cosecha medio-bajo. La yema apical cónica de color verde amarillento.
Los frutos 'De Na Perot' son higos de un tamaño de longitud x anchura:48 x 48 mm, con forma esférica que son simétricos en la forma y uniformes en las dimensiones, que presentan unos frutos medianos de unos 37,630 gramos en promedio, de epidermis con consistencia mediana, grosor de la piel grueso y textura áspera, con color de fondo amarillo verdoso con sobre color amarillo blanquecino en la parte inferior. Ostiolo de 3 a 6 mm con escamas pequeñas oscuras. Pedúnculo de 2 a 3 mm cilíndrico verde claro. Grietas longitudinales y escasas. Costillas marcadas. Con un ºBrix (grado de azúcar) de 20 de sabor dulce pastoso, con color de la pulpa rosado. Con cavidad interna muy pequeña o ausente, con aquenios medianos y pocos. Son de un inicio de maduración sobre el 26 de agosto al 28 de septiembre. De rendimiento por árbol medio y periodo de cosecha medio. Variedad poco conocida y cultivada.
Por sus características no son muy aptos para el consumo como higos frescos en alimentación humana, son mejores para el secado, y en fresco y en seco para ganado porcino. Tienen difícil abscisión del pedúnculo y buena facilidad de pelado. Son resistentes a las lluvias y de mediana resistencia a la apertura del ostiolo, al transporte, y muy susceptibles al desprendimiento.

## Cultivo
'De Na Perot', se utiliza como higos secos en humanos, y frescos y secos para el ganado. Se está intentando recuperar a partir de ejemplares cultivados en la colección de higueras baleares de Montserrat Pons i Boscana en Llucmajor.